# 徐可久
徐可久，號長白，徐慎思次子。
早年聰慧，過目不忘。崇禎五年（1632年）充歲貢生，先後任鎮江學官、福建永定縣知縣、長汀縣知縣，官戶部四川司主事，引疾歸。詩文家，著有《樹滋堂雜編》、《固庵漫錄》、《吾兼堂詩草》等。